# Watasenia scintillans
Watasenia scintillans, ibland omnämnd som eldflugebläckfisk, är en bläckfiskart som först beskrevs av Samuel Stillman Berry (1887-1984) 1911. Watasenia scintillans ingår i släktet Watasenia och familjen Enoploteuthidae. Inga underarter finns listade i Catalogue of Life.
Arten finns (bland annat) i vattnen runt Japan. I samband med äggläggningen beger sig dessa i vanliga fall djuphavslevande djuren upp mot vattenytan under mars–maj varje år. Efter äggläggningen dör honorna sedan. De är i Japan föremål för fiske.
Denna bläckfisk är känd för sin bioluminiscens, vilken åstadkoms genom tusentals små ljusalstrande organ. Ljuset gör att bläckfisken lättare smälter in i den vanligtvis grå omgivningen, åtminstone sedd underifrån.
Varje år mellan mars och maj glittrar vattnet i japanska Toyamabukten som en diskokula. Det som blänker så festligt är miljontals sju centimeter långa fiskar (watasenia scintillans, på engelska firefly squid, "eldflugebläckfisk"). Fiskarnas kroppar blinkar och pulserar i starkt blått.